# Ференц Платтко
Ференц Платтко (угор. Plattkó Ferenc, нар. 2 грудня 1898, Будапешт — пом. 3 вересня 1983, Сантьяго) — угорський футболіст, що грав на позиції воротаря. По завершенні ігрової кар'єри — футбольний тренер. В Іспанії відомий як Франц Платко (ісп. Franz Platko).
Виступав, зокрема, за клуб «Барселона», команду якого згодом тренував, а також національну збірну Угорщини.

## Клубна кар'єра
Народився 2 грудня 1898 року в місті Будапешт. Вихованець футбольних команд БТК і «Глобус» (обидві — Будапешт).
У 1914 році дебютував за «Вашаш», але під час першої світової війни чемпіонат Угорщини не проводився. У першій повоєнній першості клуб повернувся до елітної ліги. У підсумку — шосте місце, а Ференц Платтко був визнаний найкращим футболістом країни 1917 року. У наступні два роки «Вашаш» завершував чемпіонат на четвертому місці.
Після війни багато угорських футболістів намагалися продовжити кар'єру в сусідній Австрії. Ференц Платтко вирішив спробувати свої сили в команді «Вінер АФ». За віденський клуб провів сім матчів у чемпіонаті Австрії, але так і не отримав дозволу на перехід від Угорського футбольного союзу і був змушений повернутися на батьківщину.
В сезоні 1920/21 перебував у складі клубу «Мідлсбро», але не отримав дозволу на працевлаштування в Англії. Декілька місяців виступав за празьку «Спарту», а в сезоні 1922/23 став чемпіоном Угорщини у складі МТК.
У рамках турне угорської команди по Іспанії були зіграні два матчі з «Барселоною». Своєю грою привернув увагу тренерів каталонського клубу, які саме шукали заміну Рікардо Саморі. Всього за сім сезонів у «Барселоні» провів 187 матчів (із врахуванням товариських поєдинків). У складі найсильнішої команди Каталонії тричі здобував кубок Іспанії та титул чемпіона в першому розіграші національної першості.
Протягом 1930—1931 років виступав за клуб «Рекреатіво». Сезон 1931—1932 відіграв у швейцарському клубі «Базель», в складі якого загалом зіграв 10 матчів (5 в чемпіонаті, 1 в кубку, 4 товариських гри). В наступному році захищав ворота французького «Мюлуза», а ще через рік — «Рубе». В обох французьких клубах виконував роль граючого тренера.

## Кар'єра тренера
Розпочав тренерську кар'єру 1932 року, очоливши тренерський штаб швейцарського «Базеля». Протягом 1932—1934 років працював у Франції, де тренував команди клубів «Мюлуз» та «Рубе».
1934 року вперше очолив тренерський штаб «Барселони», в якій провів значну частину ігрової кар'єри. Як тренер каталонців особливих успіхів не досяг (шосте місце в чемпіонаті) і вже за рік був звільнений. Протягом наступних чотирьох років встиг попрацювати з цілою низкою європейських команд, після чого 1939 року перебрався до Південної Америки.
На американському континенті протягом 1940-х тренував аргентинський «Бока Хуніорс», чилійські «Коло-Коло», «Депортес Магальянес» та «Сантьяго Вондерерс», протягом 1941—1945 років був очільником національної збірної Чилі, яка, зокрема, здобула бронзові нагороди на кубку Америки 1945 року.
У 1955—1956 роках повертався не тренерський місток «Барселони», цього разу привів команду до срібних нагород першості.
Останнім місцем тренерської роботи був чилійський «Сан-Луїс де Кільота», команду якого Франц Платтко очолював як головний тренер 1965 року.
Помер 3 вересня 1983 року на 85-му році життя у місті Сантьяго.

## Титули і досягнення
- Чемпіон Іспанії (1): 1929
- Володар кубка Іспанії (3): 1925, 1926, 1928
- Чемпіон Угорщини (1): 1923
- Бронзовий призер Чемпіонату Південної Америки: 1945

## Статистика
Статистика виступів за «Барселону»:
| Сезон   | Команда     | Чемпіонат Іспанії | Чемпіонат Іспанії | Чемпіонат Іспанії | Кубок Іспанії | Кубок Іспанії | Чемпіонат Каталонії | Чемпіонат Каталонії |
| Сезон   | Команда     | Л                 | І                 | ПГ                | І             | ПГ            | І                   | ПГ                  |
| ------- | ----------- | ----------------- | ----------------- | ----------------- | ------------- | ------------- | ------------------- | ------------------- |
| 1924/25 | «Барселона» | —                 | —                 | —                 | 8             | 10            | 14                  | 9                   |
| 1925/26 | «Барселона» | —                 | —                 | —                 | 8             | 5             | 13                  | 13                  |
| 1926/27 | «Барселона» | —                 | —                 | —                 | 6             | 7             | 3                   | 1                   |
| 1927/28 | «Барселона» | —                 | —                 | —                 | 7             | 8             | 5                   | 5                   |
| 1928/29 | «Барселона» | Д-1               | 9                 | 4                 | 2             | 3             | —                   | —                   |
| 1929/30 | «Барселона» | Д-1               | 8                 | 12                | —             | —             | 10                  | 6                   |
| Усього  | Усього      | Усього            | 17                | 16                | 31            | 33            | 45                  | 34                  |

Статистика виступів за збірну Угорщини:
| № | Дата       | Місце проведення | Господарі | Рахунок | Гості     |
| - | ---------- | ---------------- | --------- | ------- | --------- |
| 1 | 15.07.1917 | Відень           | Австрія   | 1 : 4   | Угорщина  |
| 2 | 07.10.1917 | Будапешт         | Угорщина  | 2 : 1   | Австрія   |
| 3 | 04.11.1917 | Відень           | Австрія   | 1 : 2   | Угорщина  |
| 4 | 05.06.1921 | Будапешт         | Угорщина  | 3 : 0   | Німеччина |
| 5 | 04.03.1923 | Генуя            | Італія    | 0 : 0   | Угорщина  |
| 6 | 11.03.1923 | Лозанна          | Швейцарія | 1 : 6   | Угорщина  |